# Copelatus vigintistriatus
Copelatus vigintistriatus là một loài bọ cánh cứng trong họ Bọ nước. Loài này được Fairmaire miêu tả khoa học năm 1869.